# Jenipapo dos Vieiras
Jenipapo dos Vieiras é um município brasileiro do estado do Maranhão.

## História
Jenipapo dos Vieiras é um município localizado no estado do Maranhão, Brasil, e possui uma história marcada por eventos relevantes que contribuíram para o seu desenvolvimento ao longo do tempo.
A origem do município remonta aos primórdios do processo de colonização da região, quando as primeiras comunidades se estabeleceram em meio às vastas paisagens que caracterizam o território maranhense. A ocupação inicial foi influenciada pela exploração econômica e pela expansão das atividades agrícolas.
O nome "Jenipapo dos Vieiras" pode estar associado a elementos naturais presentes na região, como a planta do jenipapo, que é nativa da área. A presença de famílias, possivelmente representadas pelo sobrenome "Vieiras", pode indicar o processo de povoamento e formação de núcleos familiares que contribuíram para a consolidação da comunidade.
Jenipapo dos Vieiras recebeu status de município pela lei estadual nº 620 de 10 de novembro de 1994, com território desmembrado de Barra do Corda, e foi instalado em 1 de janeiro de 1997.

## Demografia
Sua população estimada em 2019 foi de 16 515 habitantes, segundo o Instituto Brasileiro de Geografia e Estatística.
| População no último censo [2022] | 17.076 pessoas                         |
| População estimada [2024]        | 17.499 pessoas                         |
| Densidade demográfica [2022]     | 8,70 habitante por quilômetro quadrado |

Fonte: IBGE

## Geografia
| Área da unidade territorial [2024] | 1.962,362 km²                     |
| Hierarquia urbana [2018]           | Centro Local                      |
| Região de Influência [2018]        | Barra do Corda - Centro de Zona A |
| Região intermediária [2024]        | Imperatriz                        |
| Região imediata [2024]             | Barra do Corda                    |
| Mesorregião [2022]                 | Centro Maranhense                 |
| Microrregião [2022]                | Alto Mearim e Grajaú              |

Fonte: IBGE

### Desenvolvimento Humano
Com um índice de 0.490, considerado Muito Baixo para os parâmetros do PNUD, o IDH Índice de Desenvolvimento Humano do município é o terceiro menor do estado do Maranhão (depois de Marajá do Sena e Fernando Falcão) e um dos menores entre os municípios brasileiros.
Economia
| PIB per capita [2021]                                                                           | 7.344,62 R$      |
| Índice de Desenvolvimento Humano Municipal (IDHM) [2010]                                        | 0,490            |
| Total de receitas brutas realizadas [2023]                                                      | 79.854.157,81 R$ |
| Transferências correntes (Percentual em relação às receitas correntes brutas realizadas) [2023] | 97,42 %          |
| Total de despesas brutas empenhadas [2023]                                                      | 85.800.236,13 R$ |

Fonte: IBGE
| Salário médio mensal dos trabalhadores formais [2022]                                             | 1,5 salários mínimos |
| Pessoal ocupado [2022]                                                                            | 737 pessoas          |
| População ocupada [2022]                                                                          | 4,32 %               |
| Percentual da população com rendimento nominal mensal per capita de até 1/2 salário mínimo [2010] | 58,2 %               |

Fonte: IBGE
Educação
| Taxa de escolarização de 6 a 14 anos de idade [2010]             | 80,7 %           |
| IDEB – Anos iniciais do ensino fundamental (Rede pública) [2023] | 4,2              |
| IDEB – Anos finais do ensino fundamental (Rede pública) [2023]   | 3,3              |
| Matrículas no ensino fundamental [2023]                          | 3.825 matrículas |
| Matrículas no ensino médio [2023]                                | 866 matrículas   |
| Docentes no ensino fundamental [2023]                            | 413 docentes     |
| Docentes no ensino médio [2023]                                  | 84 docentes      |
| Número de estabelecimentos de ensino fundamental [2023]          | 78 escolas       |
| Número de estabelecimentos de ensino médio [2023]                | 12 escolas       |

Fonte: IBGE
Saúde
| Mortalidade Infantil [2022]              | 33,99 óbitos por mil nascidos vivos      |
| Internações por diarreia pelo SUS [2022] | 146,4 internações por 100 mil habitantes |
| Estabelecimentos de Saúde SUS [2009]     | 7 estabelecimentos                       |

Fonte: IBGE

## Organização Político-Administrativa
O Município de Jenipapo dos Vieiras possui uma estrutura político-administrativa composta pelo Poder Executivo, chefiado por um Prefeito eleito por sufrágio universal, o qual é auxiliado diretamente por secretários municipais nomeados por ele, e pelo Poder Legislativo, institucionalizado pela Câmara Municipal de Jenipapo dos Vieiras, órgão colegiado de representação dos munícipes que é composto por vereadores também eleitos por sufrágio universal.